# Reika Sakurai
Reika Sakurai (桜井 玲香 Sakurai Reika?,  Hakodate, Hokkaidō, Japón, 16 de mayo de 1994) es una idol, actriz y cantante japonesa, miembro del grupo de pop femenino Nogizaka46. Sakurai es la capitana del grupo.

## Primeros años
Nació en Hakodate, Hokkaidō donde se encuentra la casa de sus abuelos maternos, pero creció en Yokohama, Kanagawa.

## Carrera
En 2011, Sakurai audicionó junto con otras 38.934 participantes para unirse al grupo idol Nogizaka46. Se convirtió en una de las 56 jóvenes que avanzaron a la ronda final, mientras que en agosto fue elegida para convertirse en una de los 36 miembros fundadores. Participó en el sencillo debut del grupo, Guruguru Curtain, y tomó la posición delantera para dicha canción. Su debut fue el 22 de febrero de 2012. En junio de 2012, fue nombrada capitana de Nogizaka46. Después de graduarse de la escuela secundaria, estudió en el departamento de sociología en la universidad. En abril de 2013, apareció regularmente en el drama televisivo Bad Boys J junto con otros miembros de Nogizaka46.
Del 25 de octubre al 9 de noviembre de 2014, interpretó a la heroína en el musical Mr. Kaminari junto con Misa Eto, quien también es miembro de Nogizaka46.  En 2016, fue seleccionada para el papel principal en Kiraware Matsuko no Isshô, una versión teatral de la película homónima. Yumi Wakatsuki, una de sus compañeras de Nogizaka46, también interpretó el mismo papel.

## Filmografía

### Televisión
- Bad Boys J (NTV, 2013), Mariya Miyashita
- Umi no Ue no Shinryōsho Episode 1(Fuji TV, 2013)
- Tenshi no Knife (WOWOW, 2015), a cafe staff/Ayumi Nishina
- Hatsumori Bemars (TV Tokyo, 2015), Bunan
- Hana Moyu (NHK, 2015)

### Películas
- Bad Boys J: Saigo ni Mamoru Mono (2013), Mariya Miyashita[11]
- Asahinagu (2017), Shōko Yasomura[12]

### Teatro
- Mr. Kaminari (Sunshine Theatre, 25 de octubre de 2014 - 9 de noviembre de 2014), Doremi Usuki
- Subete no Inu wa Tengoku e Iku (AiiA 2.5 Theater Tokyo, 1 de octubre de 2015 - 12 de octubre de 2015)
- Ribon no Kishi (Akasaka ACT Theater, 12 de noviembre de 2015 - 17 de noviembre de 2015), Hecate
- Joshiraku: Toki Kakesoba (AiiA 2.5 Theater Tokyo, 12 de mayo de 2016 - 22 de mayo de 2016)
- Kiraware Matsuko no Isshō (Shinagawa Prince Hotel, 29 de septiembre de 2016 - 10 de octubre de 2016)

### Photobooks
- Kikan Nogizaka vol.1 Sōshun (5 de marzo de 2014, Tokyo News Service)
- Jiyuu to Iu Koto (6 de marzo de 2017, Kobunsha)